# Tyana (geslacht)
Tyana is een geslacht van vlinders van de familie visstaartjes (Nolidae), uit de onderfamilie Chloephorinae.

## Soorten
- T. callichlora Walker, 1886
- T. carneicilia Prout, 1928
- T. chloroleuca Walker, 1866
- T. elongata Warren, 1916
- T. falcata Walker, 1866
- T. flavitegulae Rothschild, 1920
- T. fuscitorna Draudt, 1950
- T. hoenei Draudt, 1950
- T. magniplaga Warren, 1916
- T. marina Warren, 1916
- T. monosticta Hampson, 1912
- T. pustulifera Walker, 1866
- T. tenuimargo Druce, 1911